# Саратовский сельсовет (Алтайский край)
Саратовский сельсовет — сельское поселение в Рубцовском районе Алтайского края Российской Федерации.
Административный центр — село Саратовка.

## История
Статус и границы сельского поселения установлены Законом Алтайского края от 2 декабря 2003 года № 64-ЗС «Об установлении границ муниципальных образований и наделении их статусом сельского, городского поселения, городского округа, муниципального района».

## Население
| 1997 | 1998 | 1999 | 2000 | 2001 | 2002 | 2003 | 2004 | 2005 | 2006 |
| ---- | ---- | ---- | ---- | ---- | ---- | ---- | ---- | ---- | ---- |
| 1186 | ↘981 | ↗990 | ↘953 | ↘881 | ↘868 | ↘862 | ↘804 | ↘745 | ↗756 |
| 2007 | 2008 | 2009 | 2010 | 2011 | 2012 | 2013 | 2014 | 2015 | 2016 |
| ↘705 | ↘665 | ↘617 | ↘604 | ↘602 | ↘599 | ↗602 | ↘561 | ↘546 | ↘530 |
| 2017 | 2018 | 2019 | 2020 | 2021 |      |      |      |      |      |
| ↗531 | ↘485 | ↘455 | ↗462 | ↘433 |      |      |      |      |      |

## Состав сельского поселения
| № | Населённый пункт | Тип населённого пункта       | Население |
| - | ---------------- | ---------------------------- | --------- |
| 1 | Саратовка        | село, административный центр | ↘433      |